# París-Tours 2012
La París-Tours 2012 fou la 106a edició de la París-Tours. La cursa es disputà el diumenge 7 d'octubre de 2012 sobre un recorregut de 235,5 km i s'emmarcava dins el calendari de l'UCI Europa Tour 2012.
El vencedor final fou l'italià Marco Marcato (Vacansoleil-DCM), que s'imposà a l'esprint als seus dos companys d'escapada, Laurens de Vreese (Topsport Vlaanderen-Mercator) i Niki Terpstra (Omega Pharma-Quick Step).

## Equips
L'organitzador Amaury Sport Organisation comunicà la llista dels equips convidats el 4 de setembre de 2012. 25 equips foren els escollits: 14 ProTeams, 9 equips continentals professionals i 2 equips continentals:
| Nom de l'equipe         | Pais          | Codi |
| ----------------------- | ------------- | ---- |
| AG2R La Mondiale        | França        | ALM  |
| BMC Racing Team         | Estats Units  | BMC  |
| Euskaltel–Euskadi       | Espanya       | EUS  |
| FDJ-BigMat              | França        | FDJ  |
| Garmin-Sharp            | Estats Units  | GRS  |
| Team Katusha            | Rússia        | KAT  |
| Lotto-Belisol           | Bèlgica       | LTB  |
| Omega Pharma-Quick Step | Bèlgica       | OPQ  |
| Orica-GreenEDGE         | Austràlia     | OGE  |
| Rabobank ProTeam        | Països Baixos | RAB  |
| RadioShack-Nissan       | Luxemburg     | RNT  |
| Team Saxo-Tinkoff       | Dinamarca     | STB  |
| Team Sky                | Regne Unit    | SKY  |
| Vacansoleil-DCM         | Països Baixos | VCD  |

| Nom de l'equipe               | Pais          | Codi |
| ----------------------------- | ------------- | ---- |
| Accent Jobs-Willems Veranda's | Bèlgica       | ACC  |
| Argos-Shimano                 | Països Baixos | ARG  |
| Bretagne-Schuller             | França        | BSC  |
| Cofidis                       | França        | COF  |
| Team Europcar                 | França        | EUC  |
| Landbouwkrediet-Euphony       | Bèlgica       | LAN  |
| Saur-Sojasun                  | França        | SAU  |
| Topsport Vlaanderen-Mercator  | Bèlgica       | TSV  |
| Type 1-Sanofi                 | Estats Units  | TT1  |

| Nom de l'equip     | País   | Codi |
| ------------------ | ------ | ---- |
| BigMat-Auber 93    | França | AUB  |
| La Pomme Marseille | França | LPM  |

## Classificació final
| #  | Ciclista                | Equip                        | Temps      |
| -- | ----------------------- | ---------------------------- | ---------- |
| 1  | Marco Marcato (ITA)     | Vacansoleil-DCM              | 4h 50' 34" |
| 2  | Laurens de Vreese (BEL) | Topsport Vlaanderen-Mercator | m. t.      |
| 3  | Niki Terpstra (NED)     | Omega Pharma-Quick Step      | m. t.      |
| 4  | John Degenkolb (GER)    | Argos-Shimano                | + 6"       |
| 5  | Laurent Pichon (FRA)    | Bretagne-Schuller            | + 12"      |
| 6  | Greg Van Avermaet (BEL) | BMC Racing Team              | + 12"      |
| 7  | Björn Leukemans (BEL)   | Vacansoleil-DCM              | + 12"      |
| 8  | Jonathan Hivert (FRA)   | Saur-Sojasun                 | + 12"      |
| 9  | Jens Keukeleire (BEL)   | Orica-GreenEDGE              | + 12"      |
| 10 | Zdeněk Štybar (CZE)     | Omega Pharma-Quick Step      | + 12"      |